# Deirdre Clune
Deirdre Clune, född Barry; född 1 juni 1959, är en irländsk politiker som är ledamot av Europaparlamentet (MEP) från Irland för den södra valkretsen. Hon är medlem i Fine Gael, en del av Europeiska folkpartiet.

## Biografi

### Tidigt liv
Clune utbildades vid Ursuline Convent Cork och tog examen från University College Cork 1980, med en B.E. i byggnadsteknik. Hon studerade Management Engineering vid Trinity College Dublin 1983 och återvände till UCC 1996 för att slutföra sin utbildning i miljöteknik.

### Politisk karriär
Clune valdes först in i Dáil Éireann vid parlamentsvalet 1997 och efterträdde sin far, Peter Barry, som gick i pension. Hennes farfar, Anthony Barry, hade också varit parlamentsledamot, vilket gjorde henne till en tredje generationens medlem av Dáil Éireann. Av sitt parti utsågs hon till talesperson för Fine Gael i frågor om konst, kulturarv, Gaeltacht och öarna i juni 2000 och talesperson för miljö- och konsumentfrågor från februari 2001.
Hon förlorade sin plats vid parlamentsvalet 2002. Hon deltog också i 2002 års val till den 22:a Seanad Éireann för den industriella och kommersiella panelen, men misslyckades.
Hon var medlem i Corks kommunfullmäktige från 1999 till 2007 och blev Corks 68:e borgmästare den 27 juni 2005.
Clune återtog sin plats i Dáil Éireann vid parlamentsvalet 2007. Hon utsågs till biträdande talesperson för Näringsliv med särskilt ansvar för innovation från 2007 till 2010. I juli 2010 utsågs hon till partitalesperson för innovation och forskning.
Hon förlorade sin plats vid riksdagsvalet 2011 till partikollegan Jerry Buttimer. Hon valdes därefter in i Seanad Éireann (Irlands senat) i dess Cultural and Educational Panel i april 2011, där hon fungerade som Fine Gael Seanads talesperson för företag, jobb och innovation.
Vid valet till Europaparlamentet 2014 valdes hon för den södra valkretsen. Hon omvaldes vid Europaparlamentsvalet 2019 för Syd men tog den femte och sista Brexit-platsen, så hon tillträdde inte sin plats förrän efter att Storbritannien hade lämnat EU den 31 januari 2020.
Den 15 november 2023 meddelade Clune att hon inte kommer att delta i valet till Europaparlamentet 2024. [6]